# 포모나

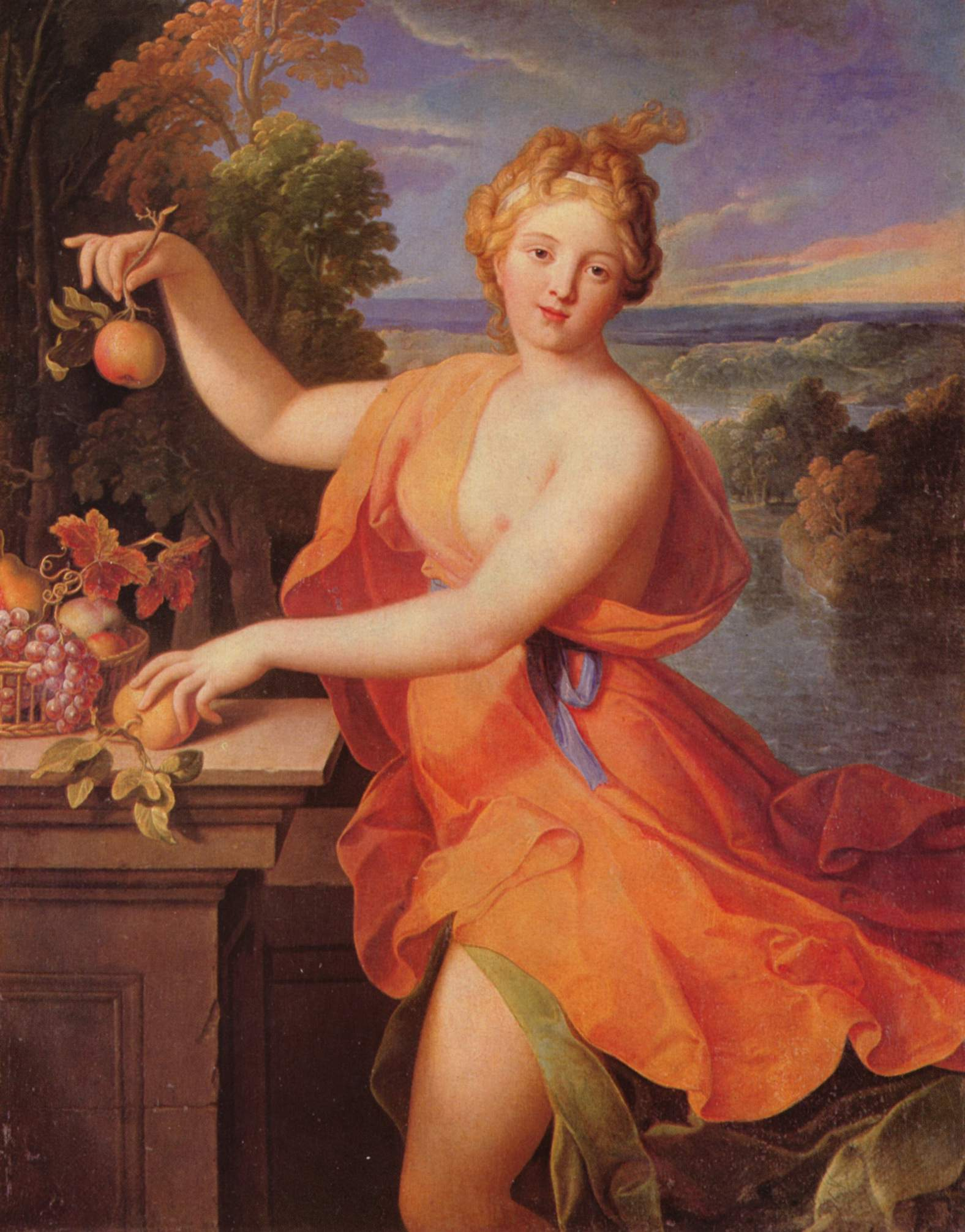
포모나, 1700년 경 니콜라 푸셰 작

포모나(라틴어: Pōmōna ← 라틴어: pōmum '과일'에서 파생)는 로마 신화에 나오는 님프이다. 정원을 가꾸는 일과 과일 재배를 맡았다. 여러 신이 구애했으나, 포모나는 오직 정원 가꾸기와 탐스러운 과일을 열리게 하는 일에만 열중했기에 모두 마다했다. 계절의 신 베르툼누스(라틴어: Vertumnus ← 라틴어: vertō '바꾸다'에서 파생)도 여러 차례 포모나의 사랑을 얻으려고 했으나 뜻을 이루지 못했다. 어느 날, 노파로 변신한 베르툼누스는 포모나에게 접근하여 베르툼누스가 진정으로 그녀를 사랑하고 있으므로 무정하게 거절하지 말라고 설득했다. 이에 마음이 움직인 포모나는 본래의 모습으로 돌아온 베르툼누스에게 몸을 맡겼다고 전한다.

## 같이 보기
- 호라이